# Dorfkirche Dauer

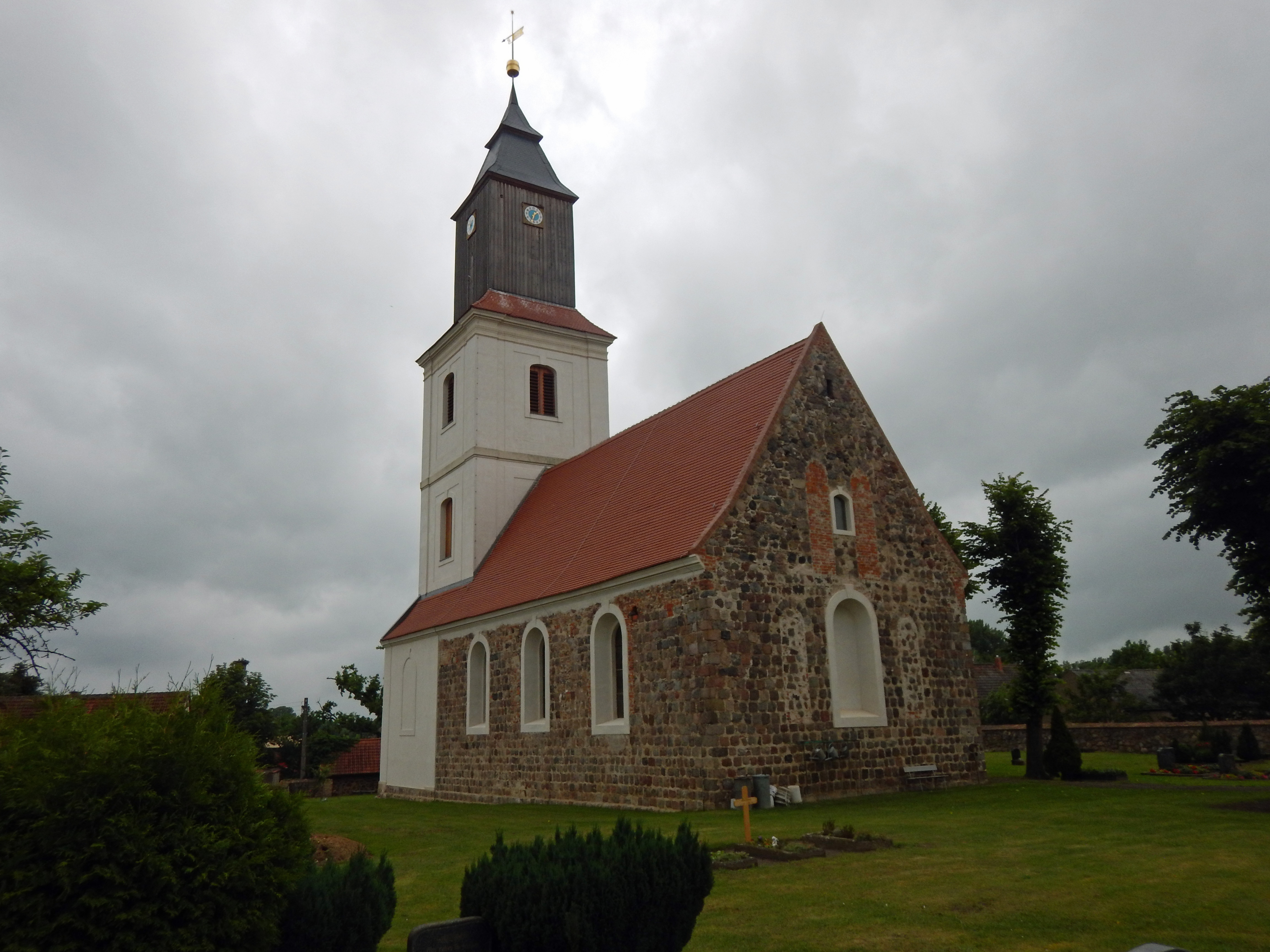
Dorfkirche Dauer

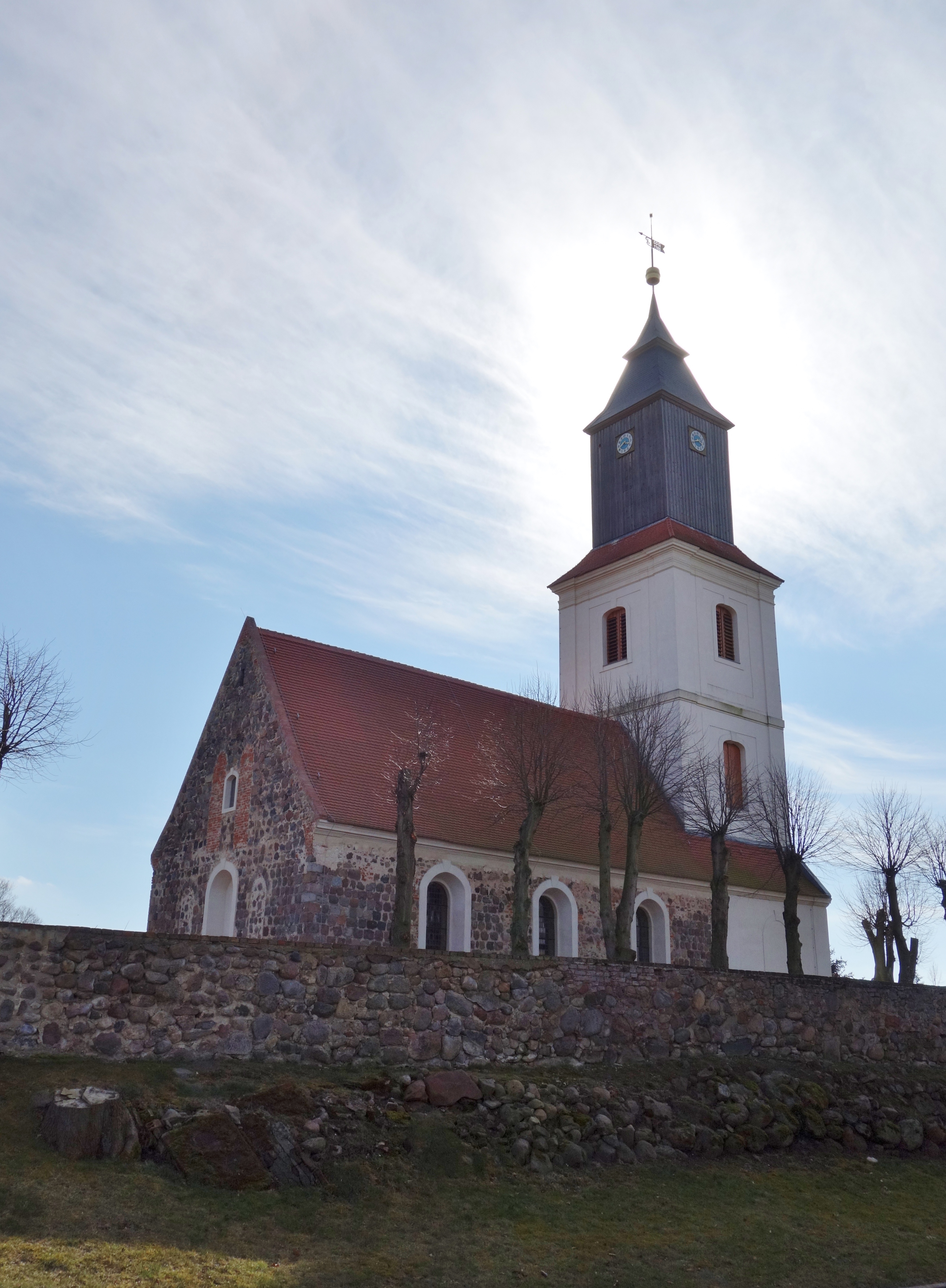
Nordostansicht

Die evangelische Dorfkirche Dauer ist eine im Kern gotische Saalkirche im Ortsteil Dauer von Prenzlau im Landkreis Uckermark in Brandenburg. Sie gehört zum Pfarramt Prenzlau im evangelischen Kirchenkreis Uckermark der Evangelischen Kirche Berlin-Brandenburg-schlesische Oberlausitz.

## Geschichte und Architektur
Im Jahr 1351 wird der Ort erstmals indirekt durch die Erwähnung eines Thidericus de Doweren belegt. Später, im Jahr 1375 wird der Ort im Landbuch Karls IV. unter dem Namen Dower genannt. Das Dorf hatte damals 60 Hufen, von denen drei zur Kirche gehörten. Bei dem Namen ist eine Übertragung aus den Niederlanden oder Brabant anzunehmen.
Die Kirche ist ein Feldsteinsaal mit schiffsbreitem Westturm aus der zweiten Hälfte des 13. Jahrhunderts. Die Fenster wurden rundbogig vergrößert, die Putzrahmen und der ursprünglich verputzte, quadratische Turmaufsatz aus Backstein mit Ecklisenen stammen von 1738, die gerade Holzlaterne und Helm von 1785. Die Kirche wurde 1992 restauriert. Die ursprüngliche Dreifenstergruppe im Osten und zwei Giebelblenden sind vermauert. Das Innere ist mit einer Holzdecke abgeschlossen, die West- und die Nordempore stammen von 1690. Im Jahr 2012 wurde der Turmaufsatz wieder aufgesetzt, nachdem er 2010 zur Restaurierung abgenommen worden war.

## Ausstattung
Das Hauptstück der Ausstattung ist ein qualitätvoller hölzerner Altaraufsatz aus dem Jahr 1704 von Rosenberger aus Stettin. Im Sockel ist ein Abendmahlsrelief, im säulenflankierten Hauptfeld großes, bewegtes Auferstehungsrelief und über dem Gebälk die Himmelfahrt in Engelswolke zu sehen. In den seitlichen Akanthuswangen sind zwei Evangelistenskulpturen angeordnet, zwei weitere auf den Schrägen des gesprengten Giebels. Die hölzerne Kanzel aus dem Jahr 1687 ist mit Rundbogenblenden und ionischen Säulchen an den Korbecken verziert, das Brüstungsgebälk darüber verkröpft.
Ein hölzerner Taufengel mit Muschelschale wurde 1700 von Rosenberger geschaffen und in den Jahren 1938 und 1996 überarbeitet. Das Pastoren, Patronats- und Gemeindegestühl stammt aus dem Jahr 1690.
Die Orgel ist ein Werk von Barnim Grüneberg (Stettin) aus dem Jahr 1872 mit einem Prospekt in Rundbogenformen und acht Registern auf einem Manual und Pedal. Zu den liturgischen Gefäßen gehören eine Patene aus Silber aus der ersten Hälfte des 19. Jahrhunderts und ein Teller aus Zinn von 1679. Eine Glocke stammt aus dem 16. Jahrhundert.